# ام جي ام-52 لانس
ام جي ام-52 لانس هو صاروخ أرض-أرض استراتيجي مصمم للمعارك، يقوم باستخدامه حاليا الجيش الأمريكي وهو قادر على التزود برؤوس نووي من نوع دبليو 70

## الاستخدام
أول استخدام له كان سنة 1970 برأس نووي دات قوة تفجيرية تصل إلى 1 طن.
بطارية هذا الصاروخ يمكن لها أن تطلق صاروخين من نوع M752

## البلدان المستخدمة له
- الولايات المتحدة
- المملكة المتحدة
- بلجيكا
- إيطاليا